# Sphaerodactylus homolepis
Sphaerodactylus homolepis este o specie de șopârle din genul Sphaerodactylus, familia Gekkonidae, descrisă de Cope 1886. Conform Catalogue of Life specia Sphaerodactylus homolepis nu are subspecii cunoscute.